# Cour d'appel (Cameroun)
 (janvier 2019).
Pour les autres articles nationaux ou selon les autres juridictions, voir Cour d'appel.
Au Cameroun, la cour d'appel est la juridiction de seconde instance. Elle siège au chef-lieu de la région. La cour d'appel est compétente pour statuer à l'encontre des décisions rendues par les juridictions autres que la Cour suprême du Cameroun, la Haute Cour de Justice et la cour d'appel elle-même.
Les cours d'appel sont les juridictions du second degré qui connaissent par la voie de l'appel des demandes tendant à la réformation partielle ou à l'infirmation des jugements rendus par les juridictions du premier degré (tribunaux de grande instance, tribunaux d'instance, tribunaux de commerce, conseils de prud'hommes, tribunaux paritaires des baux ruraux, tribunaux des affaires de sécurité sociale).

## Textes
- Code de l'Organisation Judiciaire, Articles L211-1 et s, R211-1 et s.
- Code de procédure civile, Articles 542 et s, 899 et s.